# Macrophiothrix belli
Macrophiothrix belli is een slangster uit de familie Ophiotrichidae.
De wetenschappelijke naam van de soort werd in 1896 gepubliceerd door Ludwig Döderlein.